# Mohamed Rekik
Pour les articles homonymes, voir Rekik.
Mohamed Rekik (arabe : محمد الرقيق), né en 1976 à Sfax, est un avocat, universitaire et homme politique tunisien.

## Biographie

### Formation
Il est titulaire d'une maîtrise en droit judiciaire privé de la faculté de droit et des sciences politiques de Tunis en 1998, d'un diplôme d'études approfondies en droit privé en 2001 et d'un master professionnel en droit foncier à la faculté des sciences juridiques, politiques et sociales de Tunis en 2010.

### Parcours professionnel
Il exerce, durant la période 2003-2008, en tant qu'assistant à l'Institut supérieur du transport et de la logistique de Sousse, où il enseigne le droit du commerce maritime.
À partir de 2008 et jusqu'en 2020, il travaille comme assistant à la faculté de droit et des sciences politiques de Tunis, où il enseigne le droit international privé et le droit du commerce maritime.
Au cours de la période 2013-2020, il assure des formations en droit international privé et en modes alternatifs de règlement des litiges, à l'Institut supérieur de la profession d'avocat.

### Ministre
Le 11 octobre 2021, il est nommé ministre des Domaines de l'État et des Affaires foncières dans le gouvernement de Najla Bouden.

### Vie privée
Il est marié et père de trois enfants.